# Falansteri

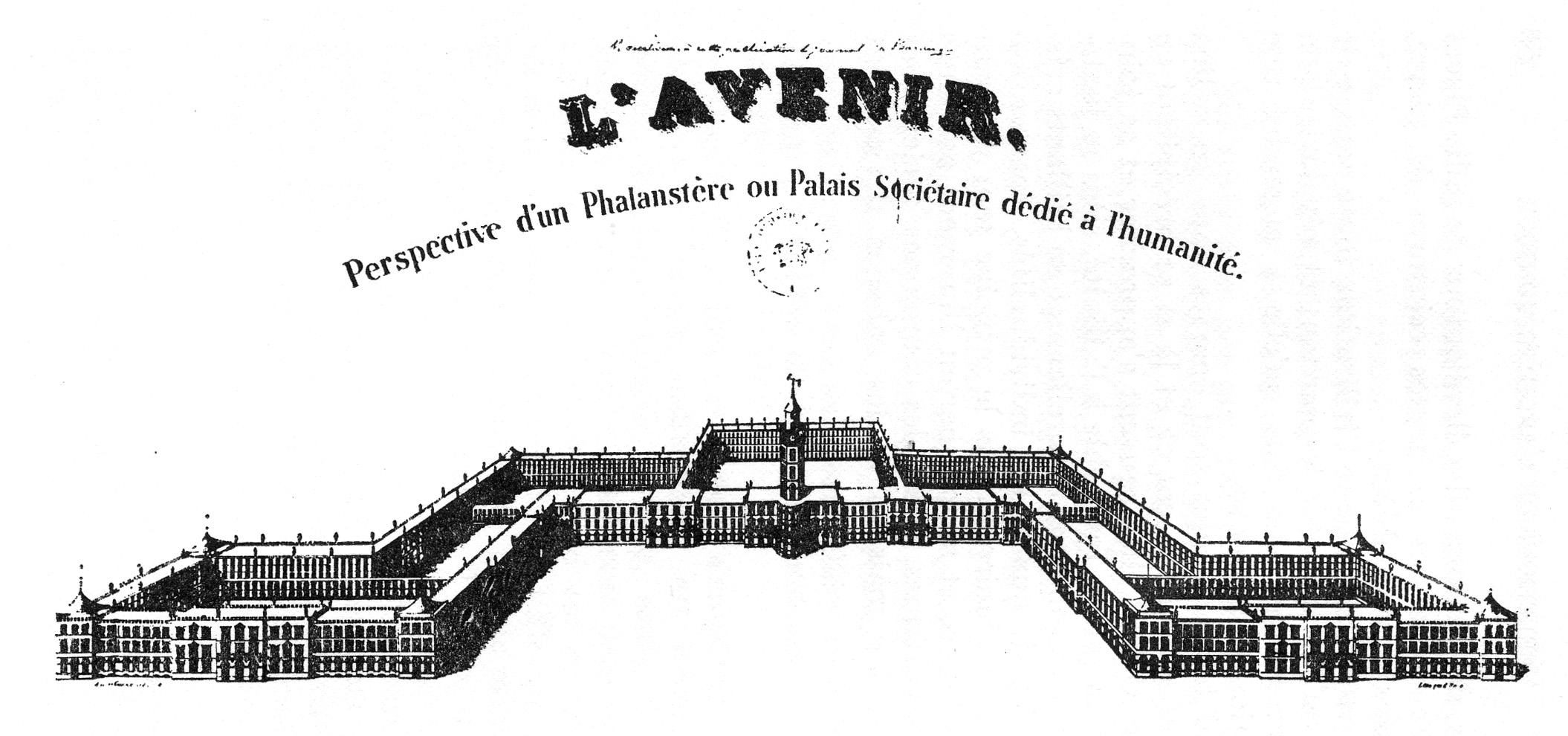
Falansteri

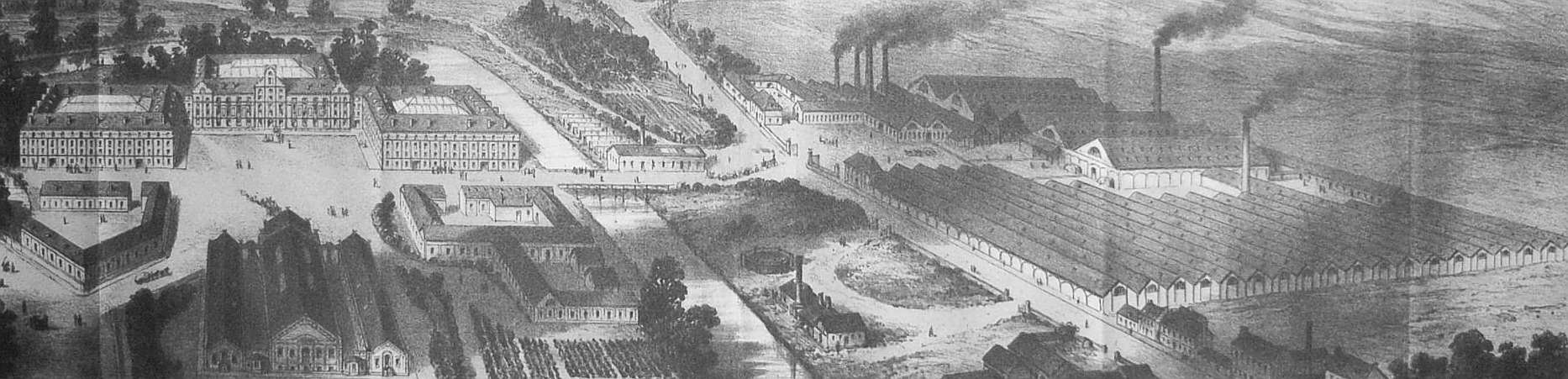
Familisteri de Godin

El falansteri és un tipus d'edifici proposat per Charles Fourier a principis del 1800, destinat a acollir i organitzar comunitats fundades sobre els principis de la copropietat i la cogestió. Cada falansteri acull 1.600 persones —800 dones i 800 homes— que comparteixen passions comunes i han decidit viure junts.

## Teoria i construccions
La doctrina social de Fourier està basada en la creació dels falansteris i les primeres formulacions apareixen el 1829 en el seu llibre Le Nouveau Monde industriel et sociétaire. Després de fer públiques les seves idees, Fourier esperava l'arribada d'un mecenes que financés el primer falansteri i així poder posar en pràctica les seves teories. El 1832, els seus deixebles creen una revista que porta per títol Le Phalanstère, ou la Réforme industrielle, en la qual Fourier col·labora publicant nombrosos articles. L'any següent, l'École sociétaire de Paris decideix la creació d'un falansteri a Condé-sur-Vesgre, un poblet situat a l'actual departament d'Yvelines. La iniciativa no té l'acord del filòsof, que la critica amb virulència per jutjar-la una caricatura de les seves propostes.

## Aplicacions i comunitats
Als Estats Units d'Amèrica, es construïren algunes comunitats inspirades en el falansteri a iniciativa d'Albert Brisbane, Horace Greeley, i Victor Considerant, el més famós dels quals és anomenat La Réunion, emplaçat a l'estat de Texas, prop de Dallas, i que fracassà al cap de poc. Considerant que obtingué l'ajut de Jean-Baptiste André Godin, que construí pel seu compte el familisteri a Guise, potser l'intent més durador i reeixit d'aplicació de principis d'inspiració fourierista, però traint en part la proposta de Fourier pel fet de limitar-la a una colònia obrera comunitarista, lligada a la seva fàbrica.

## Usos i organització de l'edifici
L'edifici es divideix en una part central i dues ales laterals. La part central es destina a activitats tranquil·les: conté galeries amb comerços, menjadors col·lectius, una biblioteca, sales de trobada, la torre, el telègraf, les gàbies per a coloms missatgers, les campanes cerimonials, l'observatori i un pati d'hivern adornat amb plantes resinoses.
Els nens, pobres i rics, es troben a la part alta, a les golfes, i estaran separats dels adolescents i, en general, de tots els que poden fer actes sexuals. En general, les activitats amoroses tindran lloc al segon pis. Els molt joves i els molt grans que puguin fer actes amorosos estaran en la planta baixa o a les golfes.
L'edifici acull també apartaments privats i nombrosos salons socials anomenats seristeris, que són llocs de trobada i interacció de les activitats passionals. Aquests salons tenen diverses mides i es divideixen en tres mesures: per a 150, 400 i 900 persones.
L'ala lateral dreta acull activitats sorolloses, com la forja o la fusteria i els nens.
L'altra ala acull les cotxeres, les sales de ball i de festes i els salons per a rebre els forans. Els visitants exteriors no tenen dret a visitar el pati central, ja que seria una intromissió en la vida comunitària dels residents. Igualment, hauran de pagar un peatge per tenir dret a trobar-se amb els membres del falansteri. Segons Fourier, la gran curiositat dels no residents pot reportar molts beneficis per a l'economia autàrquica d'aquesta comunitat.
El pati central està destinat a desfilades, trobades, festes i celebracions.

## Organització del treball i educació
Una vuitena part dels residents són artistes o savis, mentre que la resta són agricultors i artesans que tenen cura de les qüestions materials i vetllen pel bon manteniment de l'edifici. L'educació de la mainada posa l'accent en la diversitat dels aprenentatges, destinats a desvetllar i satisfer les inquietuds de cadascú i restaurar el gust pel treball. Cada membre del falansteri ha de conèixer una vintena d'oficis diferents i practicar-ne successivament cinc d'entre aquests al llarg d'una jornada. Les rendes obtingudes són proporcionalment distribuïdes 4/12 per al capital, (3/12) el talent i el treball (5/12), i cada associat acumula per força cadascun d'aquests atributs.